# Heidi Kabel
(Motto di Heidi Kabel,)
Heidi Bertha Auguste Kabel (Amburgo, 27 agosto 1914 – Amburgo, 15 giugno 2010) è stata un'attrice tedesca.
Stella del Teatro Ohnsorg (Ohnsorg-Theater) di Amburgo, recitò in oltre 250 opere teatrali, recitò in oltre 250 opere teatrali (circa 160 delle quali in lingua basso tedesca) e partecipò anche a varie produzioni televisive e ad alcuni film.
Fu la moglie dell'attore e regista Hans Mahler (1900-1970). A lei è intitolata la Heidi-Kabel-Platz di Amburgo.

## Biografia
Heidi Bertha Auguste nasce ad Amburgo il 27 agosto 1914.
A 18 anni, cambia la sua vocazione (avrebbe voluto diventare una pianista), quando un'amica la indirizza alla Niedersächsische Bühne, il futuro Teatro Ohnsorg.
Nel 1937, sposa Hans Mahler, direttore del Teatro Ohnsorg.
L'anno seguente, debutta sul grande schermo, recitando nel film diretto da Werner Hochbaum Ein Mädchen geht an Land.
Dal 1992 al 1993 è protagonista, al fianco dell'attrice Erni Singerl, della serie televisiva Heidi und Erni.

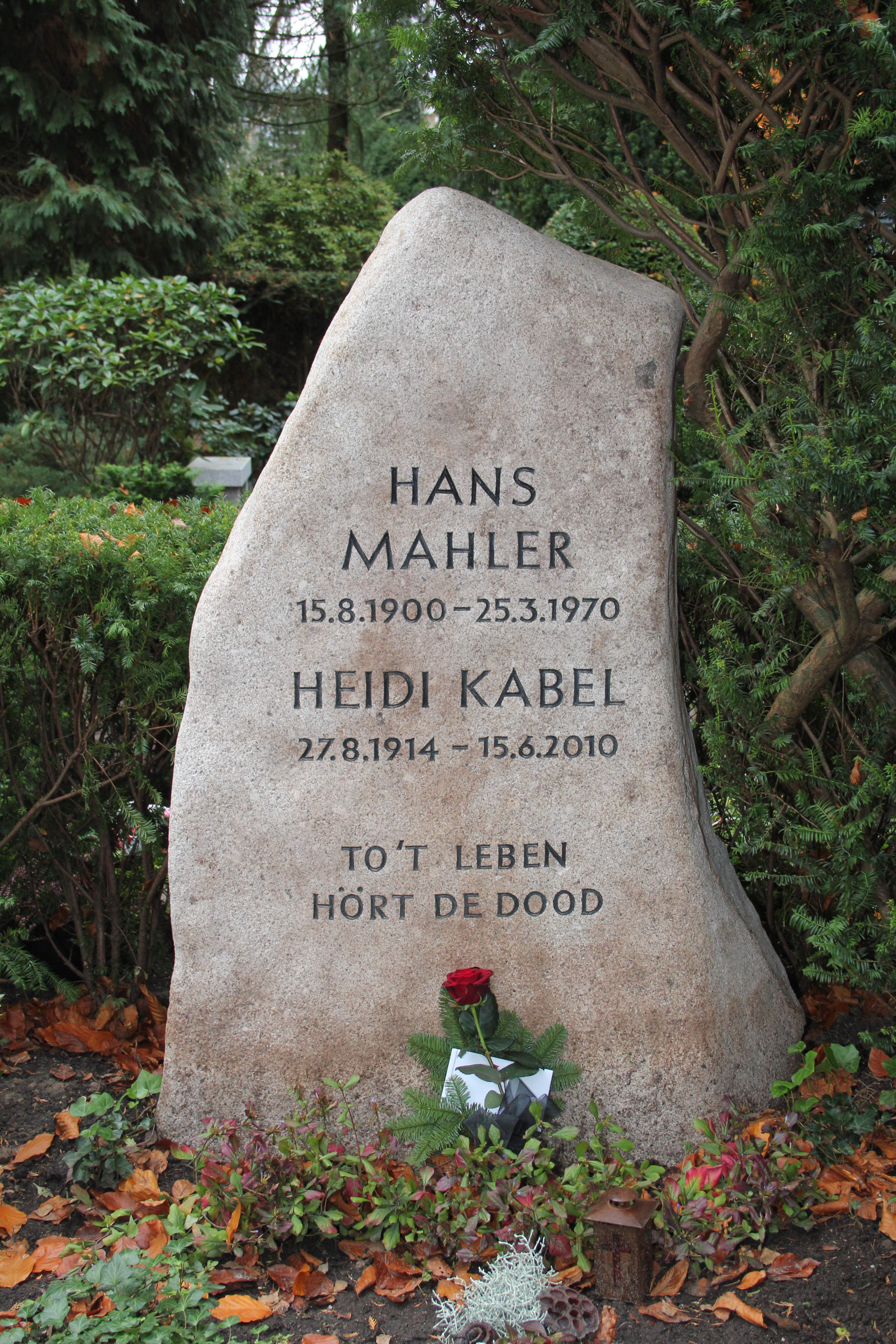
La tomba di Heidi Kabel e Hans Mahler

Muore ad Amburgo tra le 5 e le 6 del mattino del 15 giugno 2010, all'età di 95 anni. I suoi funerali, celebrati nella chiesa di San Michele ad Amburgo, vengono trasmessi in diretta televisiva.
È sepolta nel Nienstedtener Friedhof, a fianco del marito.

## Filmografia parziale

### Cinema
- Ein Mädchen geht an Land, regia di Werner Hochbaum (1938)
- Wenn die Heide blüht, regia di Hans Deppe (1960)
- Otto und die nackte Welle, regia di Günther Siegmund (1968)
- Auf der Reeperbahn nachts um halb eins, regia di Rolf Olsen (1969)
- Klein Erna auf dem Jungfernstieg, regia di Hans Heinrich (1969)
- Le pornocoppie (Ehepaar sucht gleichgesinntes), regia di Franz Josef Gottlieb (1969)
- Zwanzig Mädchen und die Pauker - Heute steht die Penne kopf, regia di Werner Jacobs (1971)
- Grün ist die Heide, regia di Harald Reinl (1972)
- Hände weg von Mississippi, regia di Detlev Buck  (2007)

### Televisione
- Verlorene Söhne - film TV (1955)
- Hafenpolizei - serie TV, episodio …. (1960)
- Tratsch im Treppenhaus - film TV (1966)
- Im Flamingo-Club - serie TV (1967)
- Spaß durch 2 - serie TV, episodio 01x03 (1970)
- Der Fall von nebenan - serie TV, episodio … (1970)
- Pauls Silvesterparty - film TV (1970)
- Tanz-Café - serie TV, episodio 02x01 (1971)
- Hei-Wi-Tip-Top - serie TV, 13 episodi (1971-1973)
- Kleinstadtbahnhof - serie TV, 13 episodi (1972)
- Neues vom Kleinstadtbahnhof - serie TV, 13 episodi (1973)
- Für die Katz - film TV (1974)
- Der schönste Mann von der Reeperbahn - film TV (1974)
- Kabillowitsch - serie TV, 16 episodi (1977-1978)
- Das kann ja heiter werden - serie TV (1983)
- Der Sonne entgegen - serie TV, 13 episodi (1985)
- ...Erbin sein - dagegen sehr - serie TV, 11 episodi (1985)
- Tante Tilly - serie TV (1986)
- Tatort - serie TV, episodio 01x208 (1988)
- Kasse bitte! - serie TV (1988)
- Ein Heim für Tiere - serie TV, episodio 06x04 (1990)
- Die große Freiheit - serie TV (1990)
- 14º Distretto - serie TV, episodio 03x01 (1991)
- Heidi und Erni - serie TV, 36 episodi (1992-1993)
- Heimatgeschichten - serie TV, 1 episodio (1995)
- Die Ohnsorgs - serie TV (1996)
- Die Kinder vom Alstertal - serie TV, episodio 05x12 (2003)

## Teatro (lista parziale)
- 1954: Seine Majestät Gustav Krause
- 1955: Das Herrschaftskind
- 1980: Lotte spielt Lotto
- 1983: Gute Nacht, Frau Engel
- 1993: Manda Voss wird 106

## Premi e riconoscimenti (lista parziale)

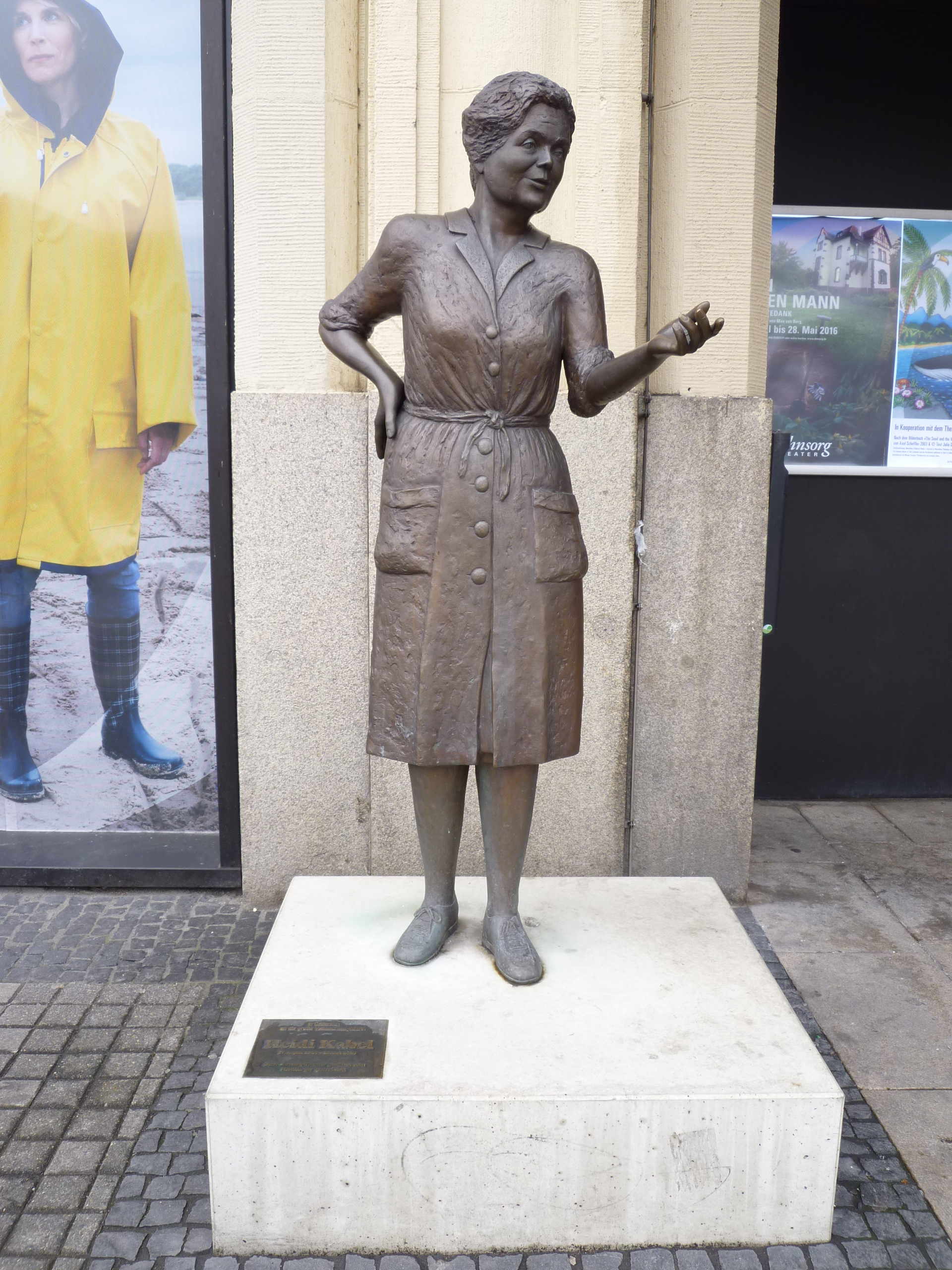
Monumento a Heidi Kabel, di fronte al Teatro Ohnsorg

- 1985: Goldene Kamera come miglior attrice tedesca per Das kann ja heiter werden
- 1989: Premio Bambi alla carriera
- 1990: Premio Bambi
- 2004: Premio Bambi